# Lidija Horvat-Dunjko
Lidija Horvat-Dunjko (1967, Varaždin), hrvatska je sopranistica i docentica Muzičke akademije u Zagrebu. Za svoja postignuća u kulturi nagrađena je najvišim hrvatskim nacionalnim odlikovanjem, Ordenom reda Danice Hrvatske s likom Marka Marulića.

## Biografija
Rođena je u Varaždinu. Diplomirala je u klasi profesorice Zdenke Žabčić-Hesky na Muzičkoj akademiji Sveučilišta u Zagrebu.
Igrala je Kraljicu noći u Čarobnoj fruli; Marie, živahnu u La fille du regiment; Rosinu u Seviljskom berberinu; Gildu u Rigoletu; plavušu u Die Entfuhrung aus dem Serail i još preko trideset uspješnih opernih uloga u Hrvatskoj i inostranstvu. Nastupala je u Parizu (Theatre des Champs-Elisees), Beču (Musikverein), Torontu (Rierson teatar, Massei Hall), Berlinu, Minhenu, Briselu, Dablinu, Salzburgu, Torinu, Veneciji, Cirihu, Ženevi, Zagrebu, Ljubljani, Buenos Airesu (Teatro Colon, Teatro Nacional Cervantes), Madridu, Santjago de Čileu, Lisabonu, Montevideu, Moskvi (Hala Čajkovskog Moskovskog konzervatorija), Johanesburgu i Pretoriji.
Godine 1995. je sa grupom Magazin sa Danijelom Martinović na čelu pobedila na Dori, hrvatskom nacionalnom izboru za Pesmu Evrovizije. Time je sa Magazinom predstavljala Hrvatsku na Pesmi Evrovizije 1995. u Dablinu sa pesmom "Nostalgija". U Dablinu je bila 6 od 23 pesme sa 91 bodom.
Sarađuje sa najvećim imenima opere današnjice, kao i sa najistaknutijim dirigentima i orkestrima. Horvat-Dunjko osnovao je Opersku školu "Mirula" 2003. godine u saradnji sa Međunarodnom letnjom muzičkom školom u Pučišćima, na ostrvu Brač. Danas predaje na Muzičkoj akademiji u Zagrebu.